# サード (アルバム)
『サード』（Portishead）は、イギリスの音楽ユニット、ポーティスヘッドのサード・アルバム。2008年4月27日にリリース。活動休止期間を挟んで実に10年半ぶりのリリースとなった。アナログシンセサイザーや電子オルガン、弦楽器や管楽器を以前より多用するなど、クラウトロックからの影響が色濃い作風となった。日本盤はCD EXTRA仕様としてショートフィルム「エイデズ・ハウス」と「マシン・ガン」のミュージック・ビデオを収録。
全英アルバムチャート2位、Billboard 200では7位を記録。

## 収録曲
全曲、ジェフ・バーロウ、ベス・ギボンズ、エイドリアン・アトリーによる共作。それ以外は下記の通り。
1. サイレンス - "Silence" - 4:58
2. ハンター - "Hunter" - 3:57
3. ナイロン・スマイル - "Nylon Smile" - 3:16
4. ザ・リップ - "The Rip" - 4:29
5. プラスティック - "Plastic" - 3:27
6. ウィ・キャリー・オン - "We Carry On" - 6:27
7. ディープ・ウォーター - "Deep Water" - 1:31
8. マシン・ガン - "Machine Gun" (バーロウ、ギボンズ) - 4:43
9. スモール - "Small" - 6:45
10. マジック・ドアーズ - "Magic Doors" (バーロウ、ギボンズ、ジョン・バゴット) - 3:32
11. スレッズ - "Threads" - 5:45

## パーソネル
- ベス・ギボンズ (Beth Gibbons) - ボーカル、キーボード、エレクトリックギター (11)
- ジェフ・バーロウ (Geoff Barrow) - ドラム、キーボード、シンセサイザー、ベース、パーカッション、プログラミング
- エイドリアン・アトリー (Adrian Utley) - ギター、ウクレレ、キーボード、シンセサイザー、プログラミング
- シャルロット・ニコルズ (Charlotte Nicholls) - チェロ (1、11)
- クラウディオ・カンポス (Claudio Campos) - スポークン・イントロ (1)
- ウェンディ・バートラム (Wendy Bertram) - バスーン (4)
- チーム・ブリック (Team Brick) - クラリネット (5)、ボーカル (7)
- デヴィッド・プーア (David Poore)、ベン・サリスベリー (Ben Salisbury) ("the Somerfield Workers Choir") - ボーカル (7)
- ウィル・グレゴリー (Will Gregory) - サクソフォーン (10、11)
- ジョン・バゴット (John Baggot) - ローズ・ピアノ (10)
- スチュ・バーカー (Stu Barker) - ハーディ・ガーディ (10)
- クライヴ・ディーマー (Clive Deamer) - ドラム (11)
- ジム・バー (Jim Barr) - ベース (11)